# Generation Park
Generation Park – kompleks trzech budynków biurowych znajdujących się przy rondzie Daszyńskiego, między ulicami: Towarową, Prostą, Wronią i Łucką w dzielnicy Wola w Warszawie.

## Opis
Kolejne fazy realizowanej etapami inwestycji nazwano od następujących po sobie generacji. Budynki mają adresy: ul. Prosta 36 (budynek X), rondo Daszyńskiego 4 (budynek Y) i ul. Towarowa 28 (budynek Z). Deweloperem jest spółka Skanska Property Poland.
Wieżowiec (budynek Y) o wysokości 140 m jest budowany w miejscu dawnej siedziby RSW „Prasa-Książka-Ruch”, a później IPN. Jest to pierwszy wieżowiec spółki Skanska w Polsce. Budynek otrzymał nagrodę Prime Property 2021 w kategorii Zielony budynek. W czerwcu 2022 roku został w całości wynajęty przez Grupę PZU z przeznaczeniem na siedzibę jej centrali.
Całkowita powierzchnia użytkowa inwestycji to około 80 000 m² powierzchni biurowej oraz 20 000 m² usługowej i handlowej. Projekt architektoniczny powstał w pracowni JEMS Architekci